# Sophie Body-Gendrot
Pour les articles homonymes, voir Gendrot.
Sophie Body-Gendrot (30 octobre 1942 à Verdun - 21 septembre 2018 à Paris), est une sociologue française.

## Biographie
Docteure en science politique, Sophie Body-Gendrot est professeur émérite à l’université de la Sorbonne-Paris IV et chercheur rattachée au Centre de recherche sociologique sur le droit et les institutions pénales (CNRS-CESDIP-Ministère de la Justice).
Elle a dirigé, en collaboration avec Jacques Carré, le Centre de recherche sur les études urbaines dans le monde anglophone (Université de la Sorbonne-Paris IV) pendant près de vingt ans.
Elle a été chargée de séminaire en troisième cycle à l'Institut d'études politiques, et donne des séminaires au Celsa et à l’École nationale d'administration.
Politologue et américaniste, consultante sur les questions de désordres urbains, ses travaux abordent dans une perspective comparative la question des modes de régulation des violences urbaines dans les grandes villes du monde.
Les différents projets de recherche auxquels elle participe actuellement explorent plus particulièrement les problématiques des représentations et des perceptions de la ville, de la pauvreté et des exclusions urbaines, des modes d’intégration des populations immigrantes, de la gestion et de la prévention de la criminalité, des modes d'opération de la police.
Son travail vise à comprendre les liens entre les violences urbaines, les discriminations économiques et sociales et la jeunesse immigrante.
Les derniers ouvrages qu’elle a publiés analysent les politiques urbaines en regard particulièrement de la violence.

## Réception critique
Dans Les prisons de la misère, le sociologue Loïc Wacquant reproche à l'ouvrage Les villes face à l'insécurité : des ghettos américains aux banlieues françaises, d'utiliser des concepts hérités des champs médiatiques et politiques sans prendre le temps de les confronter à des données empiriques. Finalement, pour Wacquant le livre de Body-Gendrot ne fait que délégitimer l'Etat social au profit d'un renforcement de la répression et des réponses pénales à des problèmes causés par la précarisation et de généralisation du chômage. 

## Compléments